# Tim Birkin

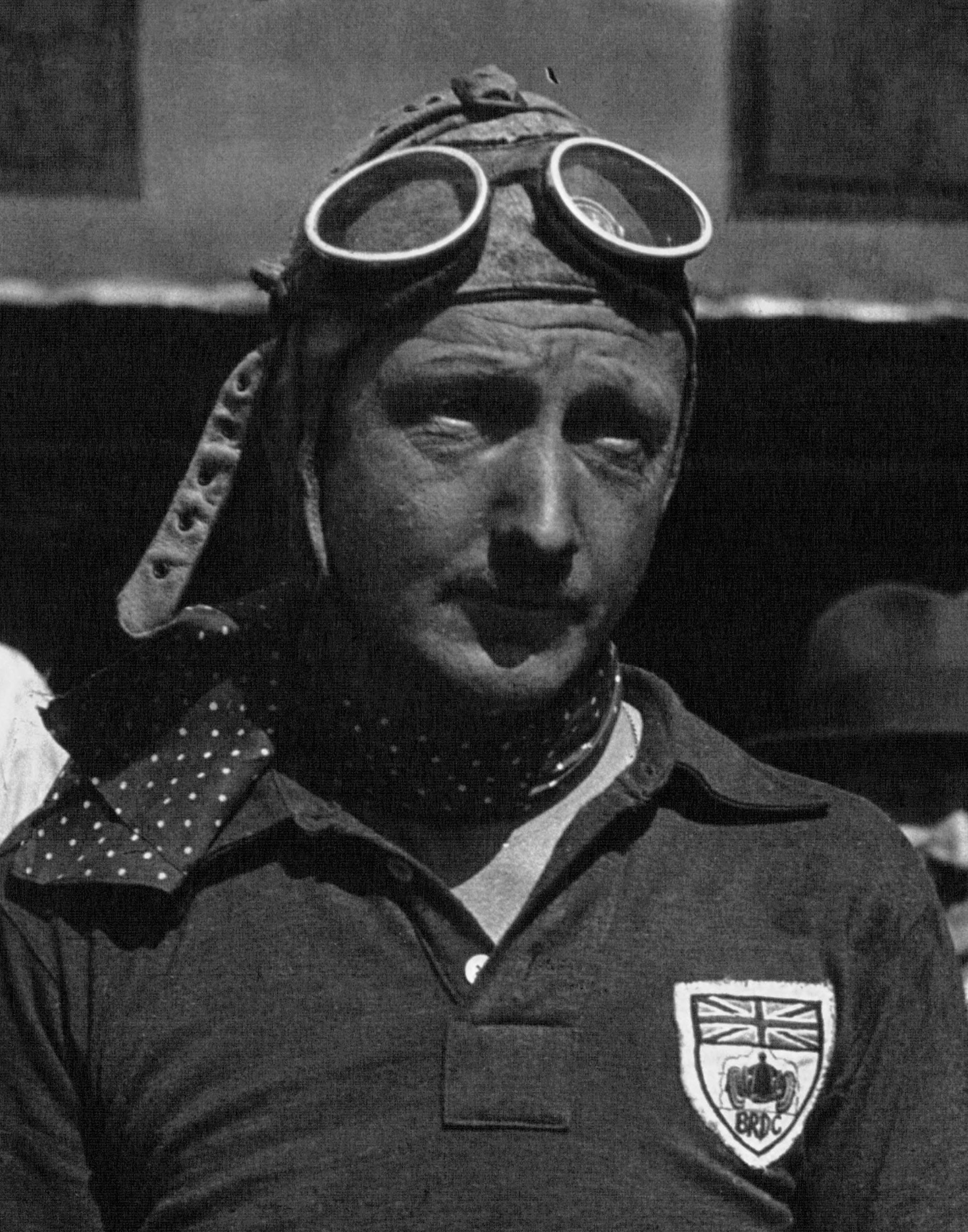
Tim Birkin tijdens de 24 uur van Le Mans in 1931.

Sir Henry Ralph Stanley "Tim" Birkin, 3rd Baronet (Nottingham, 26 juli 1896 - Londen, 22 juni 1933) was een Brits autocoureur en een van de beroemde "Bentley Boys" uit de jaren '20. In 1929 en 1931 won hij de 24 uur van Le Mans. Zijn broer Archie Birkin was motorcoureur.

## Carrière
In zijn vroege jaren werd Birkin aangesproken als Henry, maar al snel kreeg hij de bijnaam "Tim", naar het stripfiguur Tiger Tim. Met deze naam werd hij voor de rest van zijn leven aangesproken.
Tijdens de Eerste Wereldoorlog was Birkin in dienst bij het Royal Flying Corps, waarvoor hij naar Palestina werd gestuurd. Hier liep hij malaria op, waar hij de rest van zijn leven last van zou blijven houden. Na de oorlog ging hij op kantoor werken en was hij actief als hobbycoureur. Zo startte hij in 1921 in een aantal races op het circuit Brooklands. Na verloop van tijd kon hij zijn hobby niet meer met zijn werk combineren en besloot hij om zijn aandacht volledig op de autosport te richten.
Vanaf 1927 kwam Birkin uit voor het Britse automerk Bentley en werd hij een van de beroemde "Bentley Boys". Ook zijn broer Archie, een motorcoureur, maakte deel uit van deze groep, totdat hij later dat jaar bij een ongeluk in voorbereiding op de Isle of Man TT overleed.
In 1928 debuteerde Birkin in de 24 uur van Le Mans, waarin hij samen met Jean Chassagne vijfde werd. In 1929 deed hij samen met Woolf Barnato mee aan de race en behaalde hij zijn eerste zege. Vervolgens werd Bentley door Rolls-Royce overgenomen en staakte het merk haar activiteiten in Le Mans. Birkin stapte hierop over naar Bugatti en vervolgens naar Alfa Romeo. Voor dit merk won hij in 1931 opnieuw de 24 uur van Le Mans, ditmaal samen met Earl Howe.
In 1931 erfde Birkin de titel Baronet van Ruddington Grange na het overlijden van zijn vader.
Op 7 mei 1933 reed Birkin in de Grand Prix van Tripoli zijn laatste race. Tijdens een pitstop liep hij zware brandwonden op zijn arm op, veroorzaakt door de uitlaat van zijn Maserati. Desondanks eindigde hij de race als derde. Er werd door de dokters niet voldoende aandacht aan de wond besteed, waardoor hij een septische shock kreeg. In combinatie met de malaria die hij in de oorlog opliep kreeg dit een fatale afloop. Op 22 juni 1933 overleed hij op 36-jarige leeftijd in een verpleeghuis in Londen.